# Angelo Hugues
Angelo Hugues (Rosendael, 3 settembre 1966) è un ex calciatore francese, di ruolo portiere.

## Carriera

### Club
Durante la sua carriera ha vestito le casacche di Dunkerque, Monaco, Guingamp, Lorient, Lione, Wisla Cracovia, Bastia, Gallia Club, Al-Gharafa e Sète. Vanta 112 presenze in Ligue 1, 99 incontri di Ligue 2, 19 partite di Ekstraklasa e 9 presenze in Coppa UEFA.

## Palmarès

### Club

#### Competizioni nazionali
- Campionato francese: 2

Monaco: 1987-1988
Olympique Lione: 2001-2002
- Coppa di Lega francese: 1

Olympique Lione: 2000-2001
- Campionato polacco: 1

Wisla Cracovia: 2002-2003
- Coppa di Polonia: 1

Wisla Cracovia: 2002-2003